# Banderes d'estats dels Estats Units d'Amèrica
Les banderes dels Estats Units mostren una àmplia varietat d'influències regionals i d'històries locals, a més d'una gran varietat d'estils i de dissenys. Els cinquanta estats de la Unió tenen la seva bandera pròpia; diferent de la bandera dels Estats Units. Les banderes modernes es remunten a la dècada del 1890, quan els estats volien tenir símbols distintius a l'Exposició Universal de Chicago de 1893. La majoria de les banderes dels estats van ser dissenyades i adoptades entre 1893 i la Primera Guerra Mundial.

## Bandera dels Estats Units

Bandera dels Estats Units

## Galeria de banderes dels Estats de la Unió
Amb l'any d'adopció pel legislatiu estatal corresponent.

Bandera d'Alabama 1895
Bandera d'Alaska 1927
Bandera d'Arizona 1917
Bandera d'Arkansas 1924
Bandera de Califòrnia 1911
Bandera de Carolina del Nord 1885
Bandera de Carolina del Sud 1861
Bandera de Colorado 1911
Bandera de Connecticut 1897
Bandera de Dakota del Nord 1943
Bandera de Dakota del Sud 1992
Bandera de Delaware 1913
Bandera de Florida 1900
Bandera de Geòrgia 2003
Bandera de Hawaii 1845
Bandera d'Idaho 1957
Bandera d'Illinois 1969
Bandera d'Indiana 1917
Bandera d'Iowa 1921
Bandera de Kansas 1961
Bandera de Kentucky 1928
Bandera de Louisiana 2006
Bandera de Maine 1909
Bandera de Maryland 1904
Bandera de Massachusetts 1971
Bandera de Michigan 1911
Bandera de Minnesota 1983
Bandera de Mississipi 1894
Bandera de Missouri 1913
Bandera de Montana 1981
Bandera de Nebraska 1963
Bandera de Nevada 1991
Bandera de Nou Hampshire 1931
Bandera de Nou Mèxic 1920
Bandera de Nova Jersey 1896
Bandera de Nova York 1901
Bandera d'Ohio 1902
Bandera d'Oklahoma 1925 (estandardizada en 2006)
Bandera d'Oregon 1925
Bandera de Pennsilvània 1907
Bandera de Rhode Island 1897
Bandera de Tennessee 1905
Bandera de Texas 1839
Bandera de Utah 1913
Bandera de Vermont 1923
Bandera de Virgínia 1861
Bandera de Virgínia Occidental 1929
Bandera de Washington 1923
Bandera de Wisconsin 1979
Bandera de Wyoming 1917

## Bandera del Districte Federal

Bandera de Washington DC 1938

## Banderes històriques

### Guerra Civil dels Estats Units

Bandera d'Alabama 1861–1865 (anvers)
Bandera d'Alabama 1861–1865 (revers)
Bandera de Florida 1861 (no oficial)
Bandera de Mississipi 1861–1865
Bandera de Carolina del Nord 1861–1885
Bandera de Carolina del Sud 26-28 de gener de 1861

### Banderes anteriors

Bandera de Florida 1868–1900
Bandera de Georgia 1906–1920
Bandera de Geòrgia 1920–1956
Bandera de Geòrgia 1956–2001
Bandera de Geòrgia 2001–2003
Bandera de Louisiana Gener de 1861 (no oficial)
Bandera de Luisiana Febrer de 1861–1912
Bandera de Massachusetts Revers anterior al 1971
Bandera de Maine 1901–1909
Bandera de Minnesota 1957–1983
Bandera d'Oklahoma 1911–1925
Bandera de Dakota del Sud 1909-1963
Bandera de Dakota del Sud 1963-1992
Bandera de Vermont 1770–1804
Bandera de Vermont 1804–1837
Bandera de Vermont 1837–1923

### Altres banderes històriques

Bandera "Bonnie Blue" (Bella blava) de la República de Florida Occidental 1810
Bandera "Veniu i preneu-la", Texas 1835
Bandera "Burnet" de la República de Texas 1836–1839
Bandera de l'Estrella Solitaria de l'Alta Califòrnia 1836
Bandera de la República de Califòrnia 1846

## Banderes dels territoris no incorporats dels Estats Units

Bandera de la Samoa Nord-americana
Bandera de Guam
Bandera de Puerto Rico
Bandera de les Illes Verges Nord-americanes
Bandera de les Mariannes Septentrionals